# Slamniki
Slamniki – wieś w Słowenii, w gminie Bled. W 2018 roku liczyła 17 mieszkańców.